# Possesse
Possesse je francouzská obec v departementu Marne v regionu Grand Est. Žije zde 124 obyvatel.

## Poloha obce
Obec leží u hranic departementu Marne s departementem Meuse.
Sousední obce jsou: Bussy-le-Repos, Contault, Charmont, Le Châtelier, Nettancourt (Meuse), Saint-Jean-devant-Possesse, Saint-Mard-sur-le-Mont, Sommeilles (Meuse) a Vernancourt.

## Vývoj počtu obyvatel
Počet obyvatel